# Hypocrita egaënsis
Hypocrita egaënsis är en fjärilsart som beskrevs av Butler 1874. Hypocrita egaënsis ingår i släktet Hypocrita och familjen björnspinnare. Inga underarter finns listade i Catalogue of Life.